# Appula aliena
Appula aliena är en skalbaggsart som beskrevs av Martins 1981. Appula aliena ingår i släktet Appula och familjen långhorningar. Inga underarter finns listade i Catalogue of Life.